# Địa lý Vương quốc Liên hiệp Anh
Vương quốc Anh là một quốc gia có chủ quyền nằm ngoài khơi bờ biển phía tây bắc của châu Âu lục địa. Với tổng diện tích khoảng 248.532 kilômét vuông (95.960 dặm vuông Anh), Vương quốc Anh chiếm phần lớn của Quần đảo Anh và bao gồm Đảo Anh, một phần sáu phía đông bắc của đảo Ireland và nhiều đảo nhỏ hơn đảo xung quanh. Đây là lớn thứ 7 thế giới đảo quốc. Các khu vực đại lục nằm giữa vĩ độ 49°N và 59°N (Quần đảo Shetland đạt tới gần 61°N) và kinh độ 8°W tới 2°E. Đài thiên văn Hoàng gia Greenwich, tại Đông Nam Luân Đôn, là điểm xác định của kinh tuyến gốc.
Vương quốc Anh nằm giữa Bắc Đại Tây Dương và Biển Bắc, và nằm trong 35 km (22 mi) của bờ biển phía tây bắc của Pháp, từ đó nó được phân tách bằng Eo biển Manche. Nó chia sẻ 499 km ranh giới đất liền quốc tế với Cộng hòa Ireland. Đường hầm eo biển Manche chắn bên dưới Eo biển Manche, liên kết Vương quốc Anh với Pháp.